# Còrnic
El còrnic (en còrnic: Kernewek o Kernowek. IPA [kɛr'nɛwɛk]) és una llengua cèltica originària de Cornualla (en còrnic: Kernow) que, conjuntament amb el bretó i el gal·lès, forma la branca britònica o celta 'p'. Després de virtualment desaparèixer al terme del segle xix, actualment és una llengua reviscuda amb un nombre creixent de parlants. L'any 2002 li fou atorgat el reconeixement de llengua minoritària del Regne Unit, i des de 2008 disposa d'una ortografia normativa oficial, l'anomenada Furv Skrifys Savonek, o FSS. L'ens públic encarregat de mantenir i desenvolupar l'estàndard és l'anomenat Akademi Kernewek.

## Característiques
Presenta una fonologia, morfologia i sintaxi més propera al bretó que no pas al gal·lès. Algunes de les seves característiques són:
- Fonològicament, canvi de T i D mitjana i final en S o Z.
- Projecció regular de D,D, G, GW, V i TH en P, T, C, QU, F i T.
- Ús del participi passat a les frases passives, així com d'un verb similar a l'auxiliar "do" anglès.
- Absència d'article indefinit. Per contra, existeix l'article definit. Per exemple, porth significa "port" o "un port", an porth significa "el port".

- Mutació de la consonant inicial. El primer so d'una paraula pot canviar en funció del context gramatical. De la mateixa manera que el Bretó, presenta 4 tipus de mutacions (enfront de les 3 presents al gal·lès, 2 a l'irlandès i el manx, i 1 al gaelic escocès). Aquestes es coneixen com a suaus (b v, etc.), dures (b p), aspirades (b roman igual, t th) i mixtes (b f).
- Absència de mutació nasal.

Quant al vocabulari, manté moltes semblances amb el bretó i el gal·lès:
| Còrnic   | Gal·lès            | Bretó       | Català     |
| -------- | ------------------ | ----------- | ---------- |
| Kernewek | Cernyweg           | Kerneveureg | Còrnic     |
| gwenenen | gwenynen           | gwenanenn   | abella     |
| kador    | cadair             | kador       | cadira     |
| keus     | caws               | keuz        | formatge   |
| yn-mes   | y ffordd allan/mas | er-maez     | enfora     |
| kodha    | cwympo             | kouezhañ    | caure      |
| gaver    | gafr               | gavr        | cabra      |
| chi      | tŷ                 | ti          | casa       |
| gweus    | gwefus             | gweuz       | llavi      |
| aber     | aber, genau        | aber        | boca (riu) |
| niver    | rhif, nifer        | niver       | nombre     |
| peren    | gellygen, peren    | perenn      | pera       |
| skol     | ysgol              | skol        | escola     |
| megi     | mygu               | mogediñ     | fumar      |
| steren   | seren              | steredenn   | estrella   |
| hedhyw   | heddiw             | hiziv       | avui       |
| hwibana  | chwibanu           | c'hwibanat  | xiular     |

Exemples de còrnic i la seva traducció al català:
```
"Pandr'a vynn'ta eva? Pinta korev, mar pleg!"
 -
 "Què voleu beure? Una pinta de cervesa, si us plau!"
```

```
"
A allav vy kavos dha niver pellgowser?"
 
-
 "Em pots donar el teu número de telèfon?"
```

## Evolució de la llengua
Es desenvolupà com un dialecte sud-occidental de l'antic i sintètic britànic, això és, la llengua dels poblats celtes anteriors a la conquesta romana. La presència romana i la llengua llatina no foren un obstacle per al seu desenvolupament. A l'edat medieval el còrnic era la llengua habitual de Cornualla, i pels vols del segle xiv assolí un pic de 38.000 parlants. La frontera lingüística anglo-cornuallesa se situava llavors entorn del riu Tamar, limitant amb el comtat de Devon.
A partir del segle xvi però l'ús del còrnic començà a disminuir en favor de l'anglès, i fou progressivament desplaçat cap a la zona occidental de Cornualla. Les causes foren diverses: una sèrie de revoltes populars durament reprimides, la manca d'una traducció de la Bíblia a la llengua vernacla pròpia, la Reforma protestant, i la pèrdua de prestigi de la llengua. Pels volts de 1600 només era parlat vora de Land's End (en còrnic: Penn an Wlas), on es mantenia viu gràcies a les comunitats de pescadors. Entre 1700 i 1735 es produí una davallada crítica del seu ús, i foren nombrosos els antiquaris que s'interessaren en documentar-lo en tant que reliquia en vies d'extinció, fet que es produí finalment entorn el 1800 quan el còrnic desaparegué de la vida pública. Hom creu que Chesten Marchant de Gwithian, traspassat l'any 1665, fou el darrer parlant còrnic estrictament monolingüe. es creu que hauria estat el darrer parlant còrnic monolingüe a diferència d'altres persones com Dolly Pentreath que també parlava anglès. Segons sembla, havien arribat als 164 anys (segons pretensions atribuïdes a William Scawen o, segons Henry Jenner, a William Borlase).

Altres parlants cèlebres foren la peixatera Dolly Pentreath de Mousehole, traspassada el 1777, i el granger John Davey de Zennor, traspassat el 1891. A banda d'aquests casos, hom no descarta que la llengua còrnica sobrevisqués dins l'àmbit domèstic. 

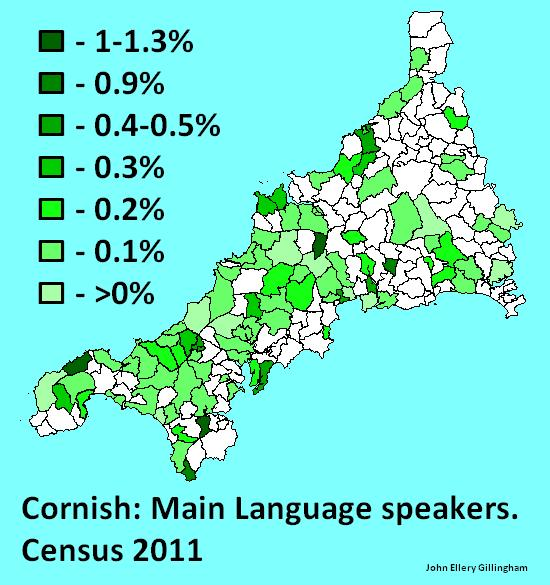
Percentatge de parlants de còrnic l'any 2011 (dades censals)

Al terme del segle xix s'intensificà l'interès per estudiar i recuperar el còrnic. Henry Jenner fou la clau de volta que n'esperonà el reviscolament entre un grup d'estudiosos i entusiastes. La seva obra Handbook of the Cornish Language de 1904, considerada el punt de partida de la recuperació lingüística, inclou la cèlebre declaració:
Anglès: «Why should Cornishmen learn Cornish? There is no money in it, it serves no practical purpose, and the literature is scanty and of no great originality or value. The question is a fair one, the answer is simple. Because they are Cornishmen.»
Català: «Per què els còrnics haurien d'aprendre còrnic? No se'n poden fer diners, no serveix per a cap fi pràctic, i la literatura és escassa i de poca originalitat o valor. La qüestió s'escau, la resposta és simple. Perquè són còrnics.»
El 1928 fundà el Gorsedd de Cornualla, la institució cabdal per la promoció de la llengua, i gràcies a les seves activitats el còrnic florí de nou entre la població. Ja en el segle xxi, un informe de l'any 2000 indicava que unes 300 persones dominaven la llengua amb fluïdesa. Al seu torn, el cens del Regne Unit de l'any 2011 indicava que un total de 557 persones tenien el còrnic com a llengua principal a Anglaterra i Gal·les, 464 de les quals residents de Cornualla. Algunes fonts més optimistes estimen un total de 3.500 parlants, on s'inclourien els bilingües passius (que entenen el còrnic però no el parlen, o bé ho fan a un nivell bàsic), provinents tant de Cornualla i Anglaterra com també d'Austràlia i els Estats Units, on es troba una emigració còrnica important.
L'any 2010 la UNESCO va anunciar que la classificació de la llengua com a extinta era incorrecta, assignant-li l'estatus de "en perill crític" i valorant-la com "en estat de revitalització". Des de l'any 2002 rep el tractament de llengua minoritaria dins el Regne Unit, per mitjà de la Part II de la Carta Europea per a les Llengües regionals i Minoritàries del Consell Europeu.

## A la recerca d'un estàndard
Al llarg de la història la fesomia del còrnic ha anat evolucionant, tan a nivell gramatical, com fonèticament i ortogràfica. Arran de l'interés renovat per la llengua a finals del segle xix, són molts els sistemes que els celtistes han emprat per tal normalitzar-la. Això ha originat diverses varietats, cadascuna amb un enfocament diferenciat, que en termes generals hom agrupa en les següents categories: 
- Còrnic medieval reviscolat (en anglès: Revived Middle Cornish o RMC): inclou les varietats basades en el còrnic de l'època medieval, principalment el Kernewek Kemmyn.
- Còrnic tardà reviscolat (en anglès: Revived Late Cornish o RLC): inclou les varietats basades en el còrnic de l'època moderna, principalment el Curnoack Nowedga.
- Còrnic Tudor: inclou les varietats que prenen com a referència el còrnic de transició entre els períodes medieval i modern, principalment el Kernowek Unys Amendys i el Kernowek Standard.

El punt de partida es troba a l'any 1904, amb la publicació de l'obra cabdal Handbook of the Cornish Language, de Henry Jenner. Jenner proposà reviscolar el còrnic a imatge del còrnic tardà. Robert Morton Nance, deixeble de Jenner, continuà la tasca del mestre i el 1929 publicà un sistema normalitzat d'escriptura, l'anomenat Kernewek Unys o KU (en anglès: Unified Cornish o UC), aquest cop però basant-se en els textos medievals del segle xvi.
Malgrat la importància inicial dels treballs de Robert Morton Nance, amb el pas del temps la rigorositat d'aquests fou posada en dubte. La crítica més cèlebre de totes fou la esgrimida pel professor Glanville Price en el llibre The Languages of Britain (1984). Les causes foren vàries. En primer lloc, el grau de coneixement de la llengua augmentà considerablement gràcies al descobriment de nous textos històrics, com les Homilies de Tregear (s.XVI) i la peça teatral Gwreans an bys (1911). En segon lloc la base de parlants s'aixamplà i es detectaren incoherencies en la pronuncia. Per acabar, es conclogué que no era encertat emprendre la renaixença d'una llengua a partir de la forma parlada uns 400 anys enrere. Com a conseqüència, a la dècada dels anys 80 aparegueren dues noves corrents normatives, que provocaren una divisió dels celtistes en tres faccions fortament enfrontades.
D'un costat, Richard Gendall proposà l'anomenat Curnoack Nowedga (en anglès: Modern Cornish), basant-se principalment en els dialectes de Penwith i Kerrier pels volts de 1750, és a dir, en els registres disponibles de la llengua quan va cessar-ne l'ús. Per tal de promoure aquesta varietat, es creà l'any 1986 l'entitat Cussel an Tavas Kernuack (en anglès: The Cornish Language Council).
Per la seva banda, l'acadèmic Ken George elaborà un sistema d'ortografia fonèmica que pretenia suplantar el Kernewek Unys i el Curnoack Nowedga, l'anomenat Kernewek Kemmyn o KK (en anglès: Common Cornish o CC). Aquesta varietat, basada en gran part en els textos medievals, esdevingué inicialment molt popular, i el 1987 fou adoptada per la societat Kesva an Taves Kernewek (en anglès: Cornish Language Board), que des de 1967 havia promocionat la varietat Kernewek Unys.
El 1995, i per tal d'intentar acabar amb la polèmica, el lingüista Nicholas Williams proposà una versió esmenada del Unified Cornish, l'anomenat Kernowek Unys Amendys o KUA (en anglès: Unified Cornish Revised o UCR). Aquesta revisió incorporava canvis debatuts durant els anys 80 i apropava el Unified Cornish al Modern Cornish, però rebutjava les propostes de Ken George. Posteriorment Williams ingressà al grup d'estudiosos UdnFormScrefys, que el 2007 publicà la varietat Kernowek Standard o KS1 (en anglès: Standard Cornish). Aquesta al seu torn fou revisada el 2012, donant fruit a la varietat coneguda simplement com a KS.
Altres autors proposaren noves alternatives, però cap reeixí com les varietats anteriors. N'és un exemple l'ortografia etimològica elaborada pel poeta Tim Saunders a la revista Eythen i el llibre Dalleth Cèrnỳweg (1979), molt propera a l'escriptura gal·lesa.
L'any 2006 es creà l'ens públic Keskowethyans an Taves Kernewek (en anglès: Cornish Language Partnership), amb l'objectiu de coordinar tots els agents involucrats en el desenvolupament de la llengua. La seva missió principal fou endegar un procés d'estandardització de les varietats de còrnic existents, per tal permetre la seva difusió en l'àmbit educatiu i la vida pública. Per a tal tasca, un comité d'experts externs confegí una varietat ad-hoc «de treball», dita Kernowek Dasunys (en anglès: Cornish Re-unified), com a base per a la futura koiné neocòrnica. L'any 2008 s'acordà finalment una ortografia normativa, l'anomenada Furv Skrifys Savonek o FSS (en anglès: Standard Written Form o SWF). L'any 2013 se n'aprovà una revisió, introduint, entre d'altres, alguns dels canvis proposats a la revisió de 2012 del Kernowek Standard.
Actualment, la Keskowethyans an Taves Kernewek ha delegat l'autoritat en materia lingüística en l'Akademi Kernewek, que és l'encarregada de mantenir i desenvolupar l'estàndard.

## Desenvolupament i ús actual
Des de 1970 s'organitzen arreu de Cornualla les 'Yeth an Werin', trobades informals per conversar en còrnic. El 1979 es crea l'entitat Kowethas an Yeth Kernewek (en anglès: Cornish Language Fellowship), que ha intentat promoure escoles bressol en idioma còrnic, seguint l'estil de les yisgolion meithin gal·leses i de les ikastolak basques. L'increment de la demanda per aprendre còrnic arreu esperonà Ray Edwards a crear l'any 1985 el Kernewek Dre Lyther, un curs per correspondencia, coordinat per Symon Harner. Avui dia aquest curs és accessible a través d'internet, així com molts d'altres. També és possible inscriure's a cursos presencials tant a Cornualla com a d'altres indrets. Segons un informe independent, durant el curs escolar 2000-2001, el nombre d'alumnes que reben alguna mena d'ensenyament en còrnic és de 120 a l'educació primària (d'un total de 39.000 alumnes), 70 a l'educació secundària (d'un total de 32.000 alumnes), 365 per mitjà de classes nocturnes i 85 més via aprenentatge lliure o informal. La primera llar d'infants en llengua còrnica obrí les portes el 2010, gràcies a l'organització sense ànim de lucre Movyans Skolyow Meythrin (en català: Moviment de les Escoles Bressol). 

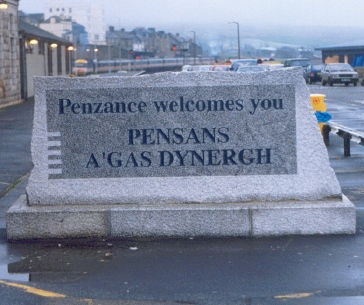
Rètol bilingüe a Penzance

El mes de novembre de l'any 2009, el Consell de Cornualla votà a favor de la rotulació pública bilingüe. Un exemple de la percepció favorable de què gaudeix actualment la llengua és l'empresa gelatera Kelly's of Cornwall, que des de 2016 produeix publicitat televisiva en llengua còrnica.
El Gorseth Kernow (en català: Consell de Bards de Cornualla) entrega anualment els premis literaris 'Holyer an Gof", que distingeixen aquelles publicacions escrites en còrnic o relatives a Cornualla. El 2014 se celebrà per primer cop el simposi 'Skians', al voltant de la llengua còrnica.
La normalitat en l'àmbit de la fe cristiana es reestaurà el 1933, amb la celebració a Towednack del primer servei religiós en còrnic en 250 anys. L'any 1997 s'endegà un projecte de traducció de la Biblia, el dit 'The Cornish Bible Project', sota l'auspici del Cornish Language Board i el Bisbe de Truro, que culminà l'any 2004 amb la publicació del Nou Testament, segons l'ortografia Kernewek Kemmyn, i recentment sengle tasca amb l'Antic Testament. Alternativament, el celtista Nicholas Williams publicà l'any 2002 una traducció pròpia del Nou Testament, i el 2011 la traducció completa de la Biblia, ambdós texts segons l'ortografia Kernowek Unys Amendys.
Richard Gendall i Brenda Wootton foren músics folk de renom en llengua còrnica. La pel·lícula Hwerow Hweg, estrenada l'any 2002, fou la primera de la historia rodada íntegrament en còrnic. La cadena pública britànica BBC emet des de 1983 un espai radiofònic en llengua còrnica, actualment representat pel butlletí An Nowodhow. L'any 2008 aparegué un magazine radiofònic online, Radyo an Gernewegva, que es manté vigent avui dia, i que s'ha ampliat amb una secció audiovisual mensual, Pellwolok and Gernewegva.